# Tokoro Museum Omishima
Das Tokoro Museum Oshima (japanisch ところミュージアム大三島) befindet sich im Südwesten der Insel Ōmishima in der japanischen Seto-Inlandsee. Die Insel gehört zum Verwaltungsgebiet der Stadt Imabari der Präfektur Ehime.
Das Museum wurde im Frühjahr 2004 eröffnet. Das Museumsgrundstück hat eine Fläche von 3677 m² mit einer Geschossfläche von 356,84 m², die lediglich aus einem Ausstellungsraum und einem Büro besteht. Das einstöckige Gebäude besteht aus Stahlbeton. Die offene Terrasse im Inneren des Gebäudes dient als Aussichtspunkt, von dem aus die Insellandschaft der Seto-Inlandsee betrachtet werden kann. Im Museum werden etwa 30 zeitgenössische Skulpturen ausgestellt. Darunter Werke der in den Vereinigten Staaten tätigen Künstler Noé Katz und Tom Wesselmann sowie darüber hinaus von Giacomo Manzù.
In der Nähe befindet sich das Toyo-Ito-Architekturmuseum.

## Weitere Museen auf Ōmishima
- Ken Iwata Mother and Child Museum
- Murakami-Santō-Gedenkmuseum
- Ōmishima-Kunstmuseum
- Toyo-Ito-Architekturmuseum – etwa 200 m südwestlich gelegen